# Blanche de Chambly
 (octobre 2022).
Si vous disposez d'ouvrages ou d'articles de référence ou si vous connaissez des sites web de qualité traitant du thème abordé ici, merci de compléter l'article en donnant les références utiles à sa vérifiabilité et en les liant à la section « Notes et références ».
La Blanche de Chambly est une bière québécoise brassée par Unibroue.

## Étymologie
Au printemps 1992, Unibroue met sur le marché sa première bière sur lie qui titre 5 % alc./vol. et est faite à partir d'un mélange de blé québécois non malté et d'un malt d'orge très pâle, auquel on ajoute des épices et des aromates naturels au lieu du houblon traditionnel. Afin que la Blanche de Chambly conserve ses ingrédients naturels, elle n'est que partiellement filtrée, lui laissant ainsi cet aspect trouble caractéristique des bières blanches du Moyen Âge. 
La Blanche de Chambly rend hommage au capitaine Jacques de Chambly qui, en 1665, a fait ériger le fort de Chambly sur la rivière Richelieu pour défendre Montréal et la colonie. Envoyé du roi Louis XIV, il a dirigé le régiment de Carignan-Salières et conclu la paix franco-iroquoise en 1667 avant de devenir seigneur de la région (aujourd'hui Chambly). Plusieurs de ses officiers et soldats se sont établis dans ce coin de pays, ont marié des filles du roi et ont vécu une vie prospère.
En 1996, Blanche de Chambly fut déclarée la « Meilleure blanche au monde » par le Chicago Beverage Testing Institute et a remporté plusieurs autres distinctions depuis.

## Dégustation
La Blanche de Chambly, naturellement de couleur champagne, vient à donner une impression de blancheur grâce aux reflets de la levure fraîche en suspension. Sa saveur finement aigre-douce enrobée d'agrumes offre un bouquet évoquant l'orange. 
La robe est de couleur jaune paille d'aspect voilé. Elle se conserve au frais (3 à 5 degrés Celsius) durant environ 2 ans. Nez épicé rappelant la coriandre; légères effluves de malt. Bière légère, rafraîchissante. Légère acidité, typique du style.
La Blanche de Chambly peut-être servie comme apéritif et accompagne idéalement les salades, crudités, viandes blanches, poissons et crustacés.